# Pygoplites diacanthus
Genre
Espèce
Statut de conservation UICN

 LC  : Préoccupation mineure
Le Poisson-ange duc ou Poisson-ange royal (Pygoplites diacanthus) est une espèce de poissons de la mer rouge, de l’océan Indien et de l’océan Pacifique vivant dans les récifs coralliens protégés entre 2 et 80 m de profondeur. C'est la seule espèce de son genre Pygoplites (monotypique).

## Description
Il peut mesurer en moyenne 20 cm ; parfois jusqu'à 25 cm.

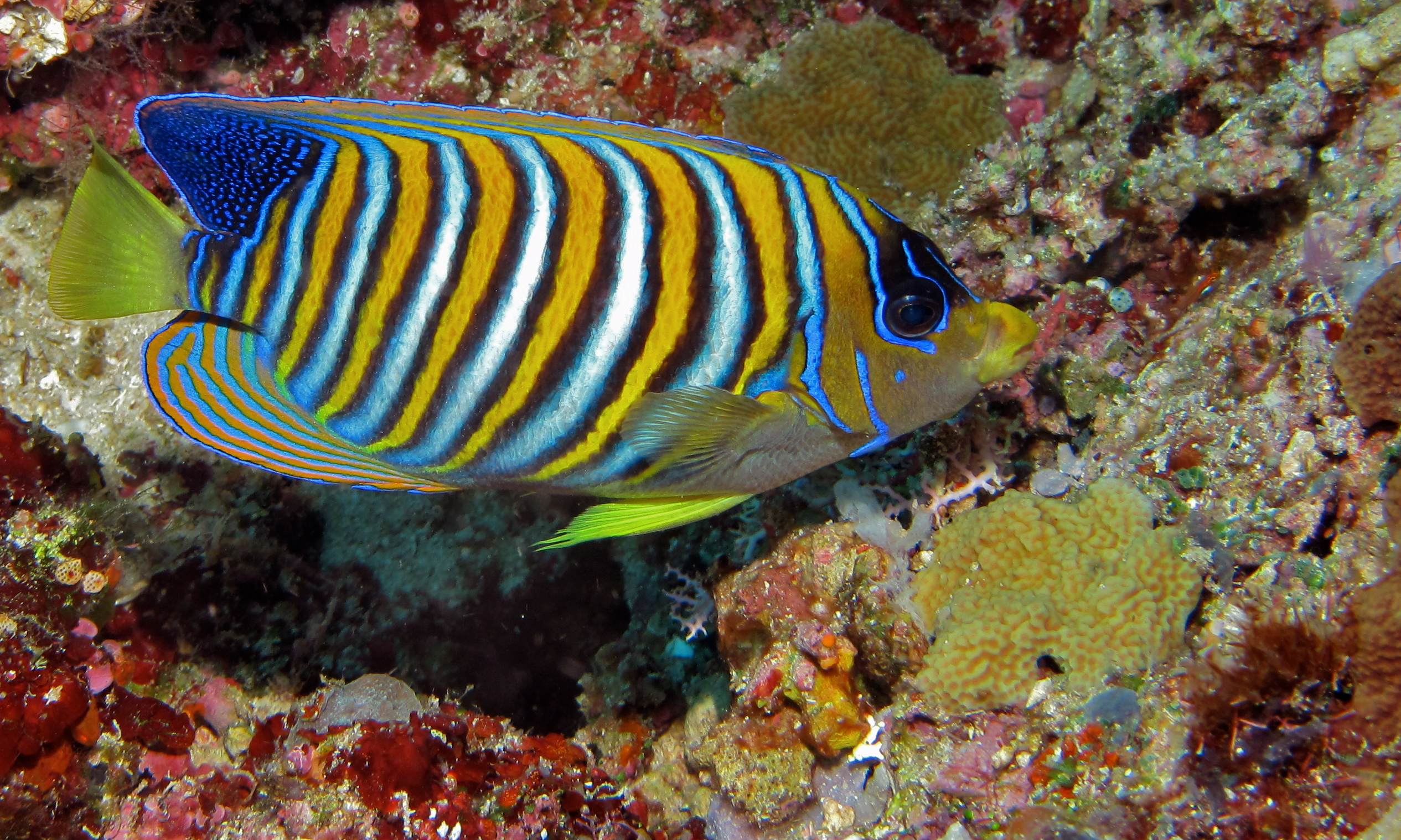
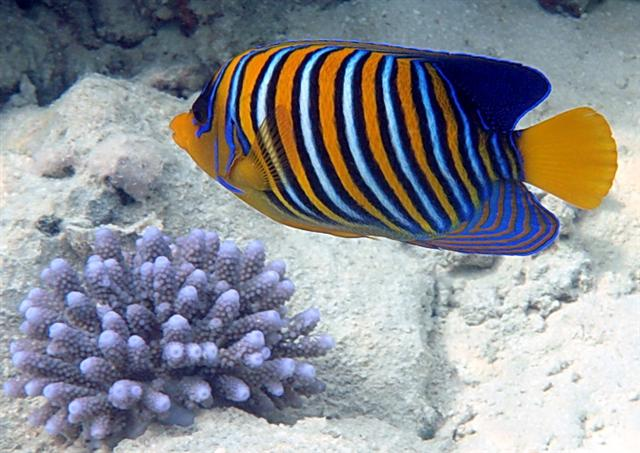
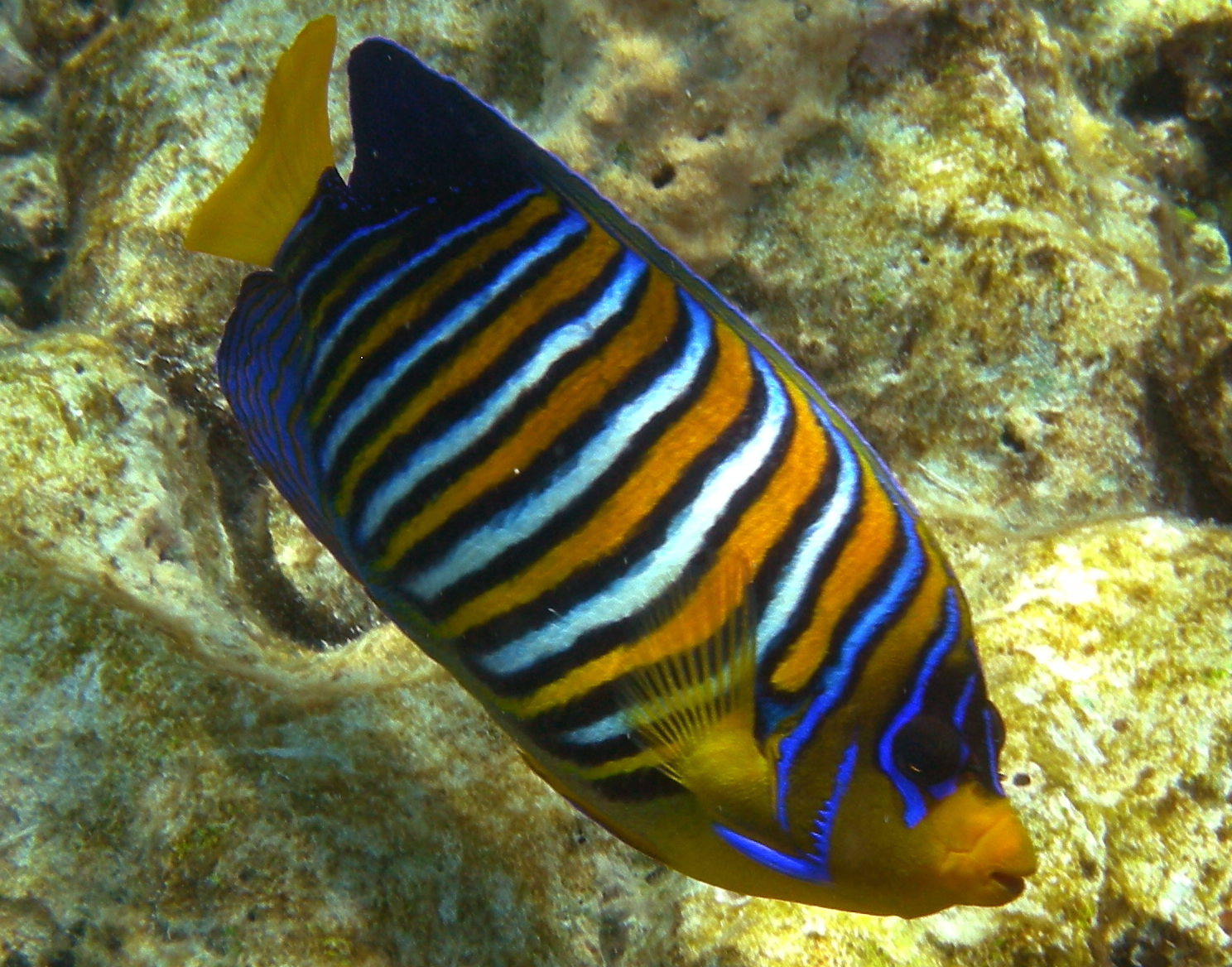
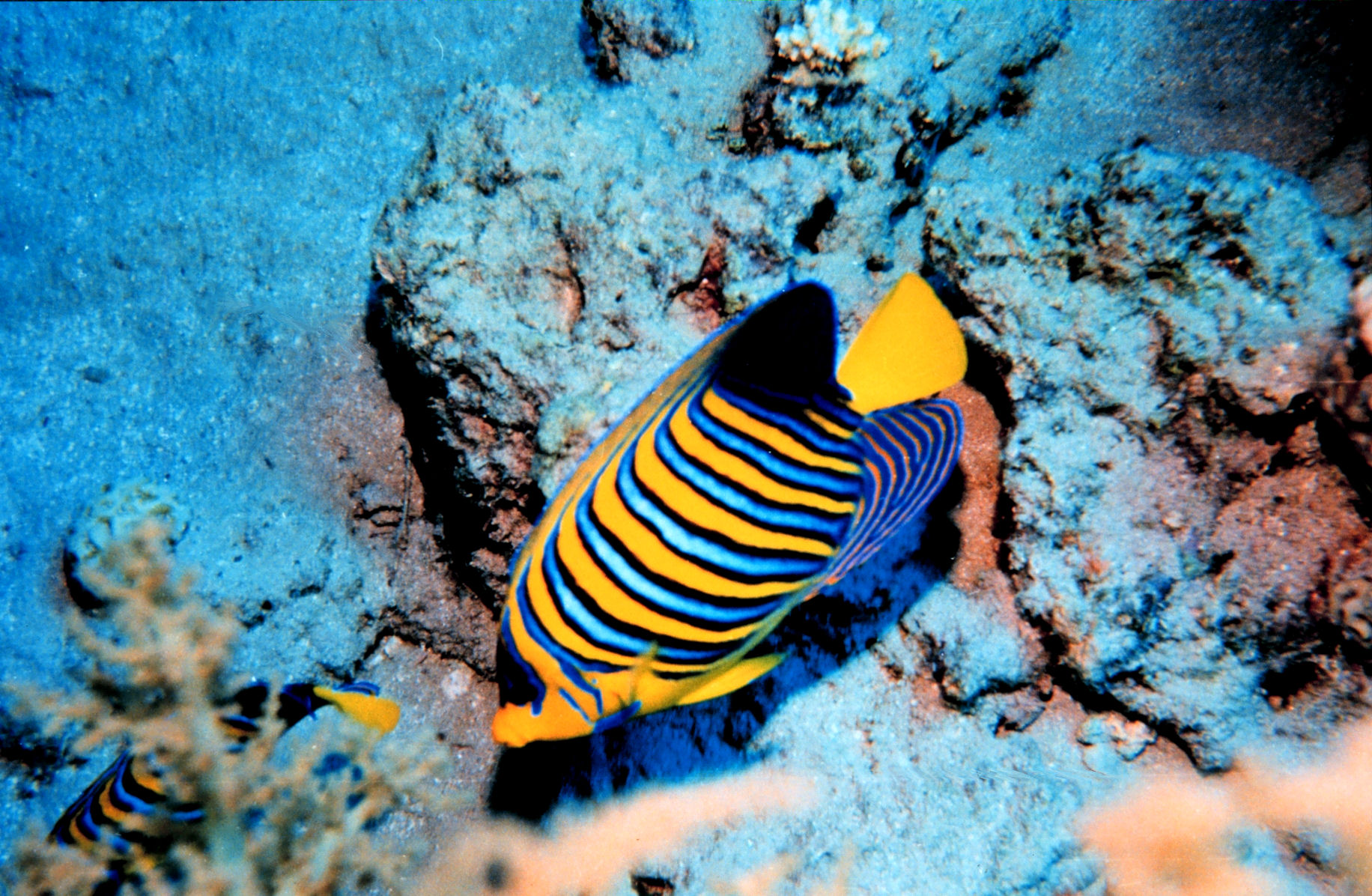
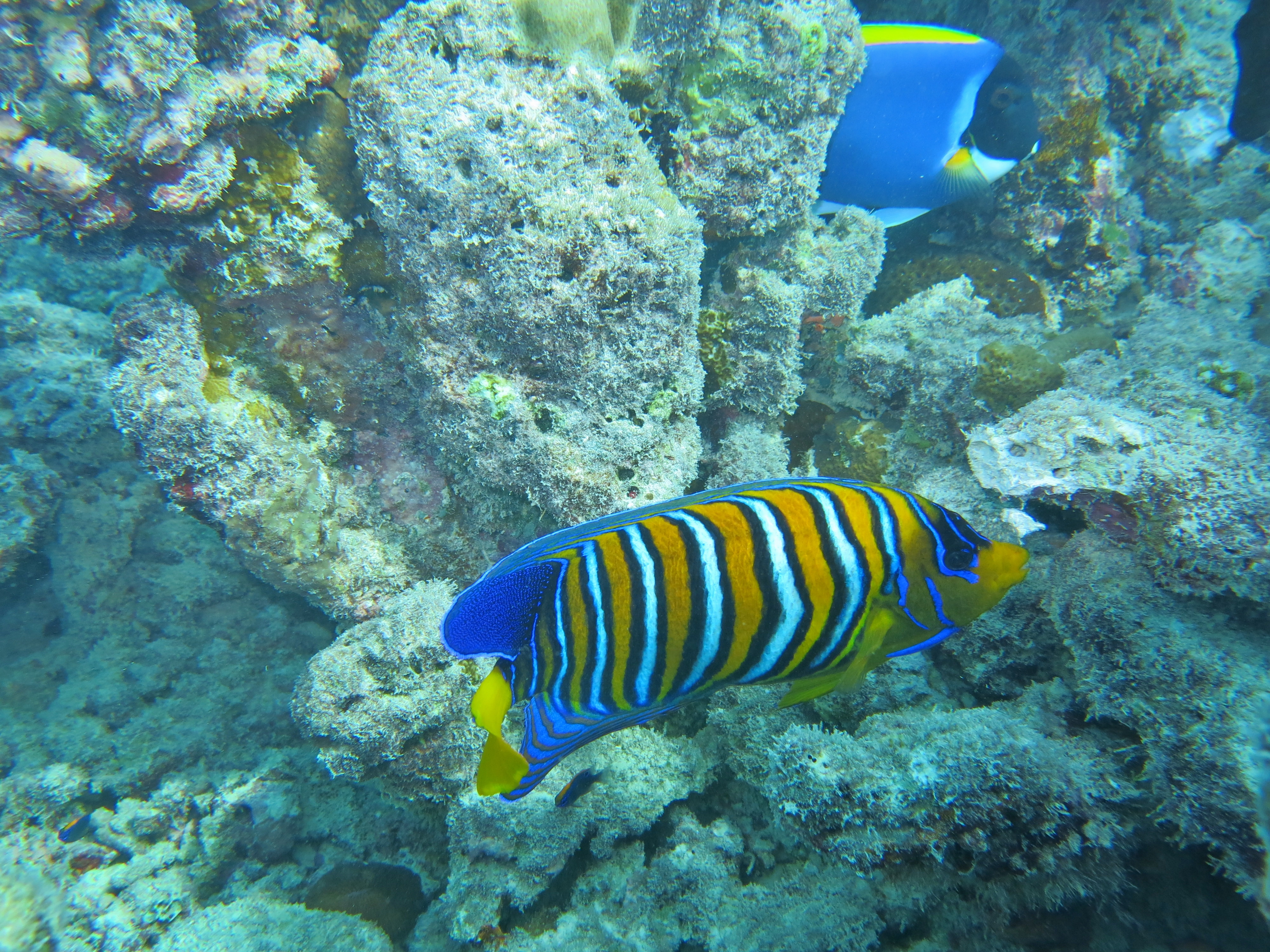
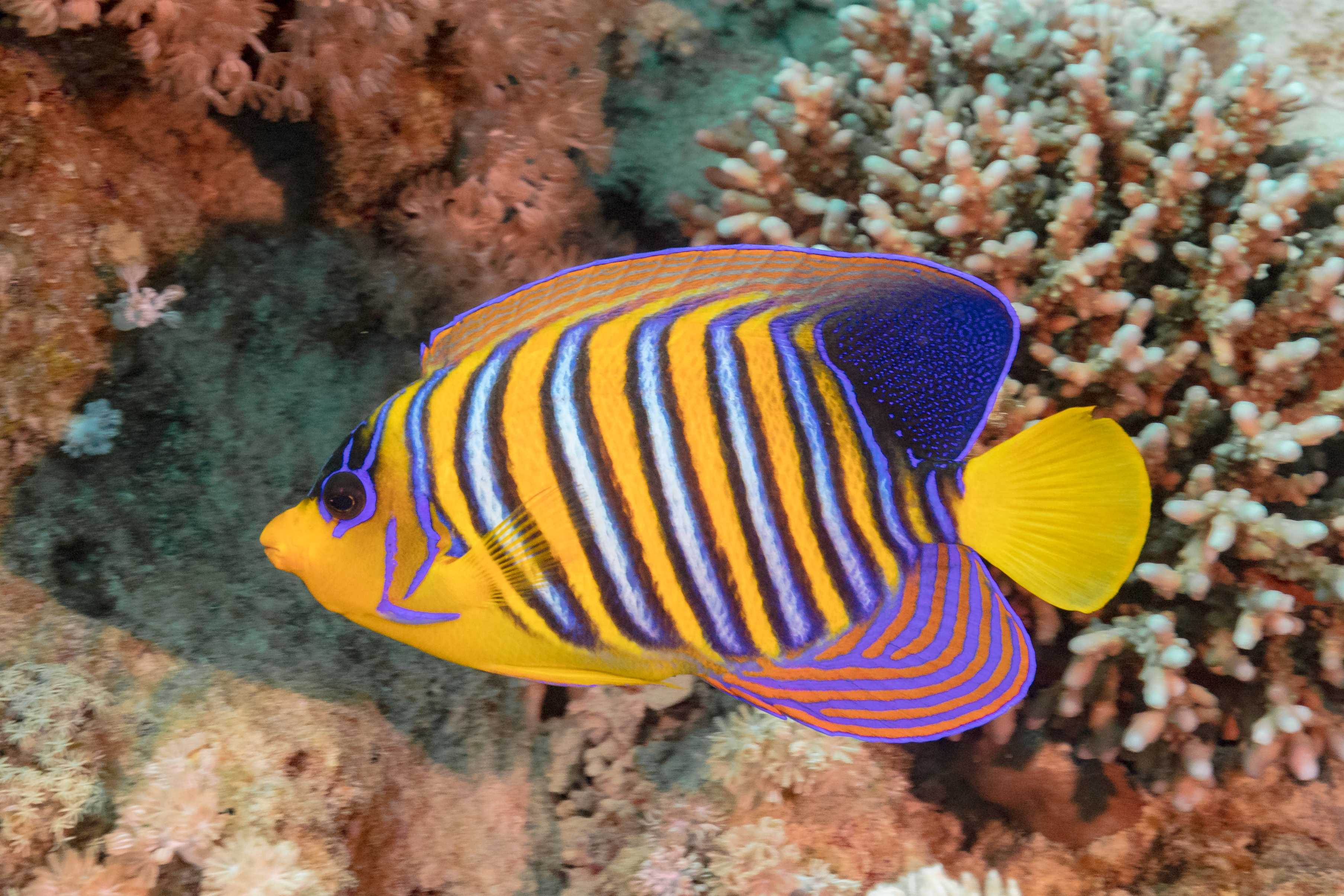

Il mange des éponges et des tuniciers, des animaux marins souvent confondus avec des végétaux. C'est une espèce plutôt solitaire qui vit en couple pendant la période de reproduction.

## Reproduction
Le poisson ange duc est une espèce hermaphrodite protogyne : tous les individus naissent femelle puis ils se transforment en mâle.
Pendant la saison des amours, ils s'assemblent en couple et libèrent leurs cellules reproductrices près de la surface. Ensuite les œufs éclosent et les larves mènent une vie pélagique pendant près de 60 jours puis retournent vivre dans les récifs coralliens.